# Karl-Heinz Dingler
Karl-Heinz Dingler (* 1944 in Wangen im Allgäu) ist ein deutscher Autor, Verleger und Komponist. Er gründete 1988 den Musikverlag Edition AMPLE und veröffentlichte CDs mit Schwerpunkt Natur, Umwelt, Tier.

## Leben
Dingler wuchs im Allgäu auf. Im Alter von 6 Jahren fing er an, klassisches Akkordeon zu lernen. Als Jugendlicher wurde er früh in eine Tanzkapelle aufgenommen, wo er u. a. bei diesen Auftritten auch Gitte und Rex Gildo am Klavier begleitete.
Nach dem Besuch einer Vollhandelsschule erlernte er den Beruf eines Industriekaufmanns. Anschließend diente er im Regimentsstab bei der Gebirgsartillerie. Danach begann eine Ausbildung zum EDV-Kaufmann und der Einstieg ins Berufsleben mit Programmierung diverser Sprachen, Organisation von Betriebsabläufen und Ausbildung des EDV-Nachwuchses.
Später gründete Dingler des Musikverlag Edition AMPLE in Germering bei München, den außer ihm selbst auch seine Frau und seine Enkelin als Geschäftsführerinnen leiteten. Parallel dazu gründete er verschiedene Bands mit  Auftritten, u. a. im Bayerischen Hof in München. Dies gipfelte dann in einer Tournee in Kalifornien mit seiner Band „Les Papillons“, zusammen mit seinem Sohn Markus.
Als Hauptautor für den eigenen Verlag entwickelte er Medien wie Die Vogelstimmen Europas, Nordafrikas und Vorderasiens, Die Stimmen der Säugetiere – Schwerpunkt Europa und Vogelstimmen im Flug. Dabei wirkte er auch mit anderen Autoren zusammen, wie dem Tierfilmer Andreas Schulze.
Neben Veröffentlichungen aus dem Bereich Natur, Umwelt, Tier gibt von ihm Instrumentalmusik, Erlebniswelten und Kinder-Editionen aus dem Naturbereich.

## Veröffentlichungen (Auswahl)
- Die Tier- und Vogelstimmen der heimischen Bergwelt, Musikverlag Edition AMPLE, MP3-Download-147542D
- Entspannung Natur – In den Flussauen, Audio-CD, ISBN 978-3-938147-63-4
- Erlebniswelt Tierstimmen – Jungtiere und Nestlinge, Audio-CD, 24-seitiges Farb-Beiheft, ISBN 978-3-938147-32-0
- Die großen Tenöre der Vogelwelt, Audio-CD mit den 10 schönsten heimischen Vogelgesängen, ISBN 978-3-938147-53-5
- Die Stimmen der Eulen Europas, Nordafrikas und Vorderasiens, CD-ROM-MP3 mit 29 Eulenarten (inklusive Unterarten), 279 Tonaufnahmen, ISBN 978-3-938147-07-8
- Die Nachtigall – Gesänge und Rufe der „Königin der Nacht“ (inklusive des Sprossers, einer Zwillingsart der Nachtigall), 28 Tonaufnahmen, ISBN 978-3-938147-31-3
- Vogelstimmen-Trainer: ein erfolgreiches Schnellbestimmungssystem für die heimische Vogelwelt als Buch mit Audio-CD, ISBN 978-3-935329-02-6
- Die Vogelstimmen Europas, Nordafrikas und Vorderasiens in deutscher, englischer und französischer Sprache, CD-ROM-MP3, ISBN 978-3-938147-01-6
- Vogelstimmen im Flug in deutscher, englischer und französischer Sprache, CD-ROM-MP3, ISBN 978-3-938147-50-4
- Die Stimmen der Greifvögel und Falken in deutscher, englischer und französischer Sprache, Audio-CD, ISBN 978-3-938147-17-7
- Serie Vogelstimmen mit gesprochenen Erläuterungen, 7 Audio-CDs, ISBN 978-3-935329-05-7
- Die Stimmen der Säugetiere – Schwerpunkt Europa, CD-ROM-MP3, ISBN 978-3-938147-60-3
- Tierstimmen Säugetiere, Lurche, Insekten mit gesprochenen Erläuterungen, Audio-CD, ISBN 978-3-935329-18-7
- Unsere heimische Vogelwelt mit Gesängen und Rufen, 4 Audio-CDs, ISBN 978-3-938147-10-8
- Der Wald als Konzertsaal – Heimische Vögel in Wäldern, Audio-CD, ISBN 978-3-938147-49-8
- Der Garten erwacht mit heimischen Gartenvögeln, Audio-CD. ISBN 978-3-938147-08-5
- Die schönsten Vogelgesänge unserer heimischen Vogelwelt, Audio-CD, ISBN 978-3-938147-48-1
- Die Vogelwelt am Bodensee, Audio-CD, ISBN 978-3-938147-52-8
- Eisenbahnträume mit dem Zug durch die Natur, Audio-CD ISBN 978-3-938147-59-7
- Meeresrauschen mit Seevögeln im Wind, Audio-CD, ISBN 978-3-938147-06-1
- Afrika mit Tierstimmen und Naturgeräuschen, Audio-CD, ISBN 978-3-938147-83-2
- Bären – Die Stimmen von 20 Groß- und Kleinbären, Audio-CD, ISBN 978-3-938147-64-1
- Die Stimmen der Hirsche in deutscher, englischer und französischer Sprache, Audio-CD, ISBN 978-3-938147-66-5
- Die Stimmen der Wölfe, Schakale und Hunde in deutscher, englischer und französischer Sprache, Audio-CD, ISBN 978-3-938147-61-0
- Pferde – Klangwelt der Pferde und Natur, Audio-CD, ISBN 978-3-935329-73-6
- Exotische Vogelwelt mit Vogelarten aus aller Welt, Audio-CD, ISBN 978-3-938147-51-1
- Kinderlieder in der Natur – Wald und Heide, Audio-CD, ISBN 978-3-935329-36-1
- Wasser – Quelle des Lebens, Audio-CD, ISBN 978-3-935329-96-5
- Les Grangettes – Naturparadies am Genfer See in deutscher und französischer Sprache, Audio-CD, ISBN 978-3-935329-79-8
- Sommer – Wenn es singt und zirpt, Audio-CD, ISBN 978-3-935329-70-5
- Schnurrende Welt – Im Land der Katzenträume, Audio-CD, ISBN 978-3-938147-18-4
- Serie Entspannung Natur, 12 Audio-CDs: Auf der Alm (ISBN 978-3-938147-71-9) Im grünen Wald (ISBN 978-3-938147-72-6) Am plätschernden Bach (ISBN 978-3-938147-73-3) Im tiefen Dschungel (ISBN 978-3-938147-74-0) Morgens am Froschweiher (ISBN 978-3-938147-75-7) Stimmen der Nacht (ISBN 978-3-938147-76-4) An der Küste (ISBN 978-3-938147-77-1) Im Reich der Tiere (ISBN 978-3-938147-78-8) In der Höhle (ISBN 978-3-938147-79-5) Im weißen Schnee (ISBN 978-3-938147-80-1) In Feld und Flur (ISBN 978-3-938147-81-8) In Gärten und Parks (ISBN 978-3-938147-82-5)

- Erlebnis-Serie, 4 Audio-CDs: Erlebnis Bauernhof mit 63 Tierstimmen und Geräuschen auf Audio-CD (ISBN 978-3-935329-46-0) Erlebnis Wald mit 57 Tierstimmen und Geräuschen auf Audio-CD (ISBN 978-3-935329-47-7) Erlebnis Zoo mit 190 Tierstimmen und Geräuschen auf Audio-CD (ISBN 978-3-938147-45-0) Erlebnis Meer mit 110 Tierstimmen und Geräuschen auf Audio-CD (ISBN 978-3-938147-46-7)